# Bataville
Bataville ist eine französische Planstadt im Département Moselle, die zusammen mit einer Niederlassung der Schuhfabrik Bata entstand. Sie ist ein Ortsteil von Moussey.

## Geographie
Bataville liegt im Nordosten Frankreichs, Region Grand Est, früher Lothringen, im Département Moselle (57) im Naturpark Pays des Étangs.
Im Süden grenzt die Stadt an den 1853 gebauten Marne-Rhein-Kanal und die inzwischen stillgelegte Eisenbahnstrecke Dieuze–Avricourt aus dem Jahr 1864. An der zentralen Straße (Avenue Thomas Bata) liegen im Süden beidseitig Fabrikgebäude, während sich nördlich die Wohngebiete der Arbeitnehmer befinden. Der größere Teil dieser Siedlung liegt an einem Erholungsmöglichkeiten bietenden Teich aus dem 13. Jahrhundert und einem bewaldeten Gebiet.

## Geschichte
1931 suchte Tomáš Baťa, Eigentümer der gleichnamigen Schuhfabrik in der Tschechoslowakei, in Frankreich nach einem geeigneten Standort für eine neue Fabrik. Er beschloss, die Domaine d’Hellocourt in Lothringen zwischen den Gemeinden Moussey und Réchicourt-le-Château zu kaufen, und baute dort seine Fabrik. Ausschlaggebend war die gute Verkehrsanbindung der Bahnstrecke Paris–Strasbourg, ebenso wie die des Marne-Rhein-Kanals.
Zusammen mit der Fabrik ließ Baťa eine ganze Stadt, Häuser für die Mitarbeiter, Kindergarten, Schule, Kirche, Geschäfte für den täglichen Bedarf und Freizeitanlagen, wie Sportplatz und einen Teich zum Baden und Angeln, bauen. Vorbild war Zlin, die Musterstadt der Firma Bata in der Tschechoslowakei.
Im Zweiten Weltkrieg besetzten deutsche Truppen nach der französischen Kapitulation im Juni 1940 auch Bataville. Die Luftwaffe konfiszierte die Fabrik und richtete hier ein Feldbekleidungsamt ein, in dem ca. 300 russische Zwangsarbeiterinnen und 100 Frauen aus Sarrebourg zwangsverpflichtet arbeiten mussten. Anfang September 1944 räumte die deutsche Wehrmacht Bataville; im November marschierten die US-Truppen ein.
Die Gemeinde prosperierte mit dem Wachstum der Schuhfabrik bis in die 1970er Jahre und beschäftigte bis zu 2.700 Arbeiter. Danach nahm der Druck aus Billiglohn-Ländern zu und 2001 musste Bata Insolvenz anmelden. Mit der Schließung der Fabrik zogen viele Bewohner weg. Sowohl die Fabrikgebäude als auch viele Wohngebäude standen leer. Seither bemühen sich die Gemeinde und der französische Staat, wieder Gewerbe anzusiedeln und Bewohner für die Häuser zu finden.

### Das Leben in Bataville
Der französische TV-Sender France 3 Nancy hat für eine Dokumentation über Bataville ehemalige Mitarbeiter, mit mehr als 30 oder 40 Jahren Betriebszugehörigkeit, interviewt.
Nach dem Aufbau der Fabrik und der Stadt Bataville 1931 bis 1935 bildete sich eine geschlossene Gemeinschaft aus. Unter dem wohlwollenden Paternalismus des Eigentümers entstanden gut bezahlte Arbeitsplätze, die Arbeiter und ihre Familien wohnten zusammen, Freizeitaktivitäten wurden gemeinsam unternommen und von der Firma gefördert. Es gab ein Freibad, ein Kino, eine Musikkapelle und mehrere Sportvereine, alle von der Firma großzügig subventioniert. Von den Arbeitern wurde erwartet, dass sie ihre Aufgaben ohne Widerspruch und mit Eifer durchführten, man legte Wert auf ein gutes Familienleben, Scheidung konnte zum Verlust der Wohnung bis zur Kündigung führen. Dafür war die Versorgung mit den Gütern des täglichen Bedarfs sichergestellt, zu niedrigen Preisen. Der Unterhalt der Wohnungen und Häuser wurde von der Firma durchgeführt. Das Gehalt eines Arbeiters entsprach dem 3- bis 4-fachen eines Grundschullehrers. Der „Bata-Geist“ wurde schon in der Ausbildung gelehrt. Die Lehrlinge kamen mit 14 Jahren in die Lehre und wohnten gemeinsam in Wohnheimen, auch diejenigen, deren Eltern in Bataville lebten. Das Verhältnis der leitenden Angestellten (franz. cadres) zu den Arbeitern war gut, solange diese nicht widersprachen. Versuche der Gewerkschaft CGT die Arbeiter zu organisieren wurden unterbunden, auch durch Kündigung. Mit dem Niedergang der Firma Bata traten die Schattenseiten dieses Modells zu Tage: Die Menschen waren passiv geworden, sie konnten sich nicht mehr auf Veränderungen einstellen, die meisten unternahmen keine Aktivitäten, anderswo wieder Arbeit zu finden.
| Jahr      | 1930 | 1932 | 1982 | 1999 | 2017 |
| Einwohner | 262  | 1139 | 802  | 644  | 561  |

| Jahr                        | 1939 | 1950 | 1990 |
| Belegschaft der Schuhfabrik | 2700 | 2000 | 1500 |

## Kultur und Sehenswürdigkeiten
Bataville besteht aus drei Teilen: (1) dem historischen Wohnbereich, (2) der Fabrik, (3) dem neuen Wohnbereich.

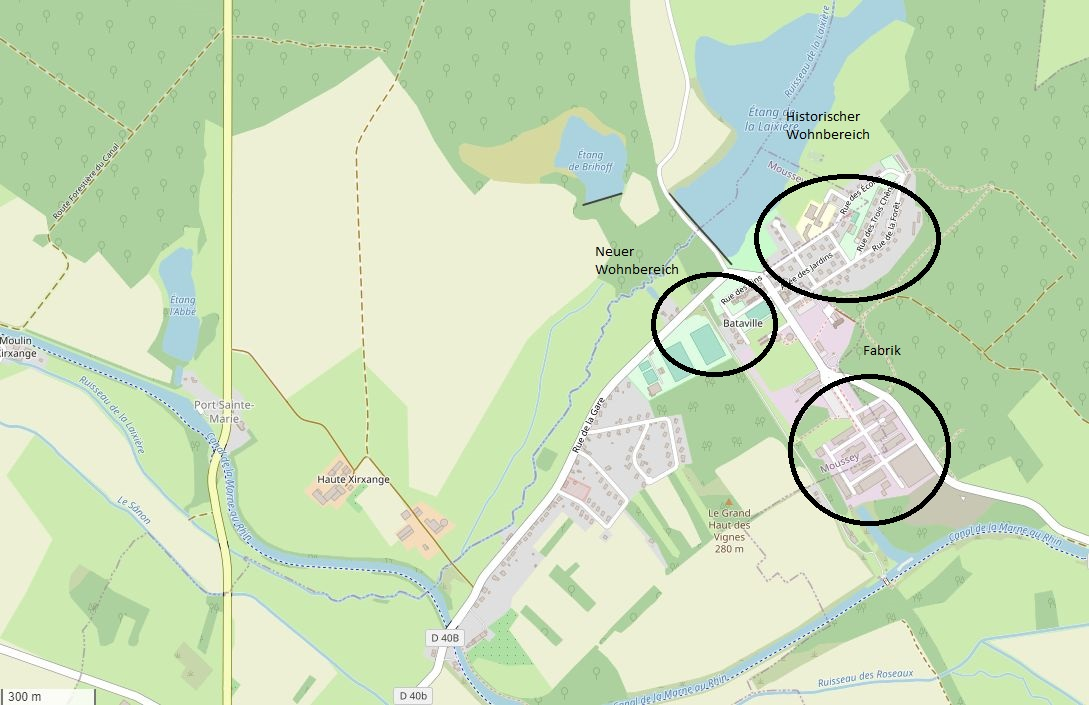
Bataville (Lothringen)

Die Stadtplanung folgt der Charta von Athen: Trennung von Wohnen, Arbeiten und Erholung. Große Grünflächen trennen die Bereiche und lockern den Wohnbereich auf. Der Wohnbereich ist vom Fabrikbereich ca. 2 km entfernt. Alle Wege können zu Fuß zurückgelegt werden.
Die Architektur der Gebäude folgt dem Bauhaus: kubische Formen mit Flachdächern, moderne Materialien wie Beton und Stahl, große Fenster.

### Fabrik
Die großen Fabrikgebäude sind in Skelettbauweise errichtet, mit großen Fenstern und flexiblen Innenräumen. Sie sind 4/5-stöckig und bis zu 100 m lang.
Am unteren Ende des Fabrikareals befinden sich der Hafen und der Güterbahnhof.
Nach dem Zweiten Weltkrieg wurden noch neue Gebäude errichtet, z. B. das große Speditionslager als ebenerdige Halle.

### Wohnbereich
Der ursprüngliche Wohnbereich auf dem Hügel ist als Gartenstadt angelegt: viel Grün, kleine Straßen und Wege. Mehrfamilienhäuser für die Arbeiter, Einfamilienhäuser für die leitenden Angestellten und eine recht bescheidene Direktoren-Villa. Kleine Gärten an den Häusern dienten der Selbstversorgung.
Das ganze Ensemble (1)+(2) steht unter Denkmalschutz Patrimoine du XXe siècle (Erbe des 20. Jahrhunderts).

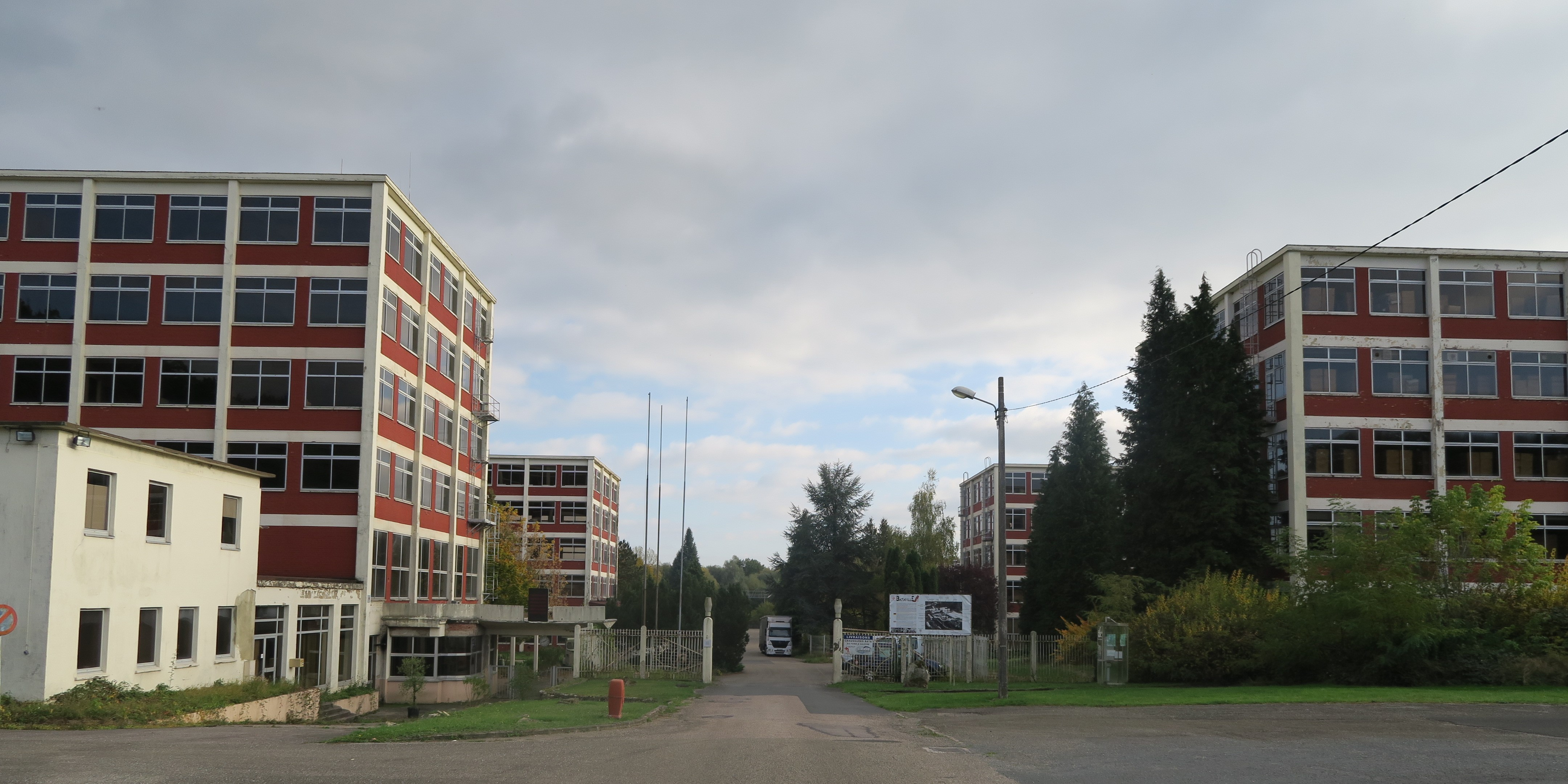
Fabrikgelände
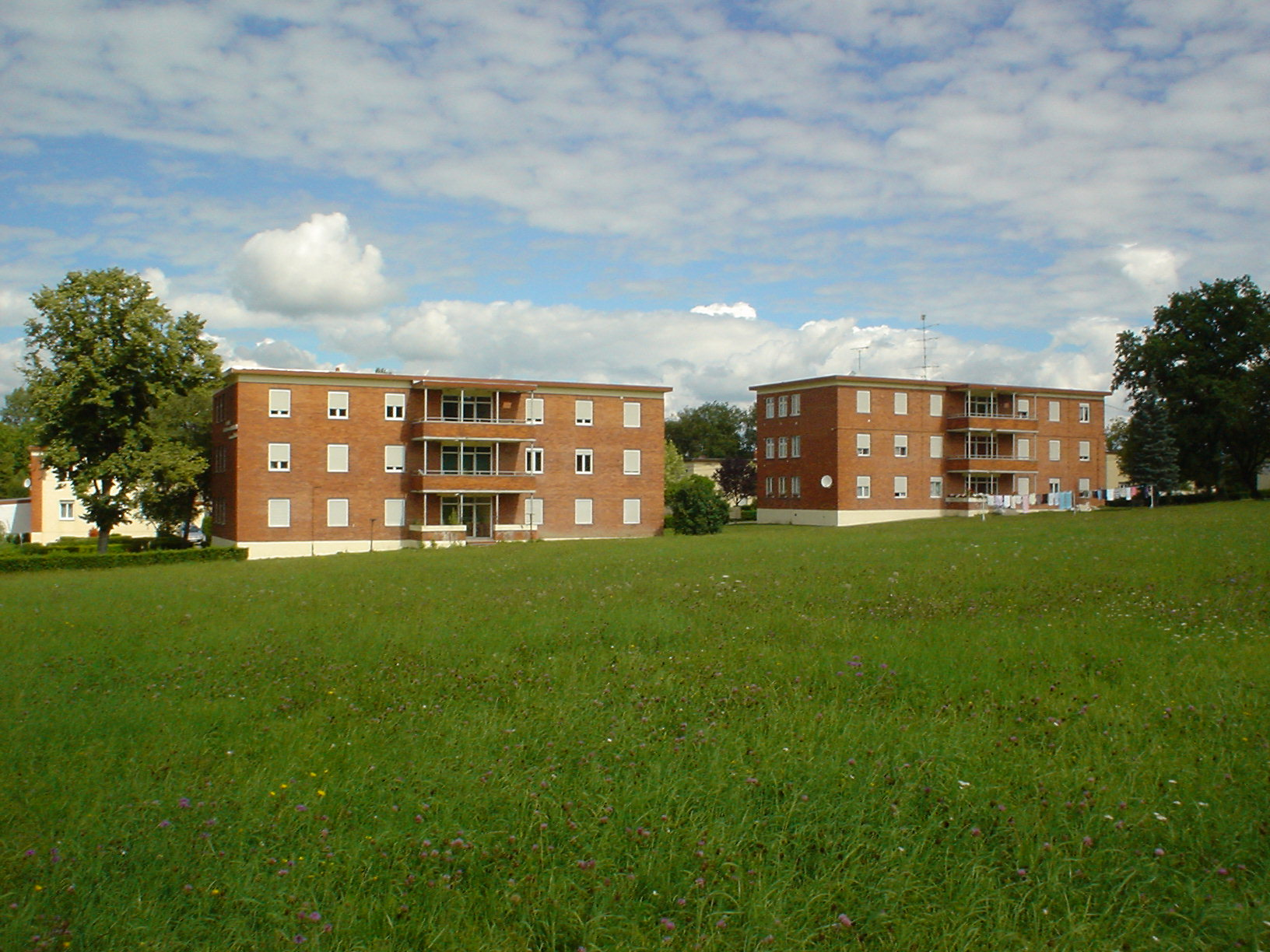
Mehrfamilienhäuser
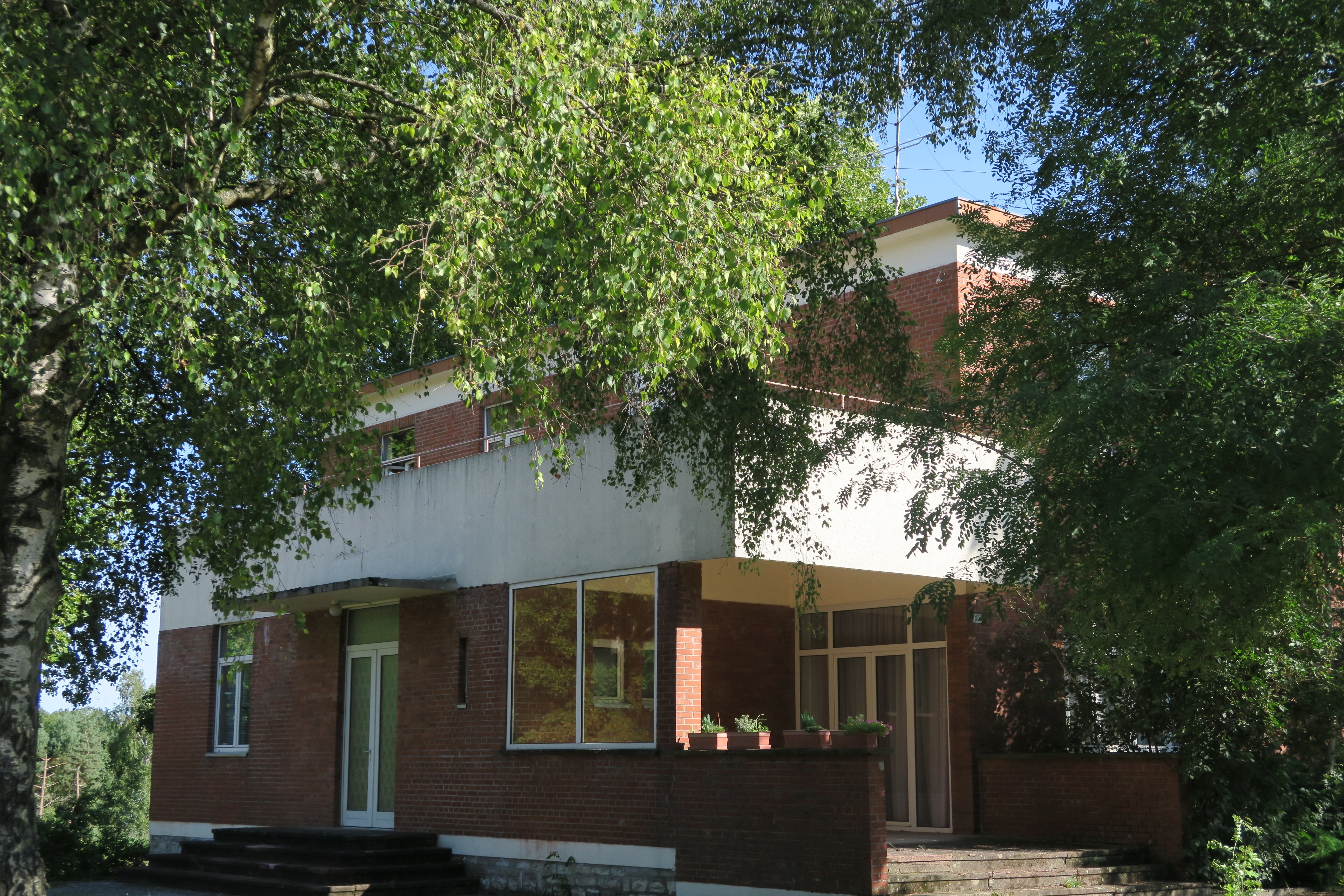
Direktoren-Villa
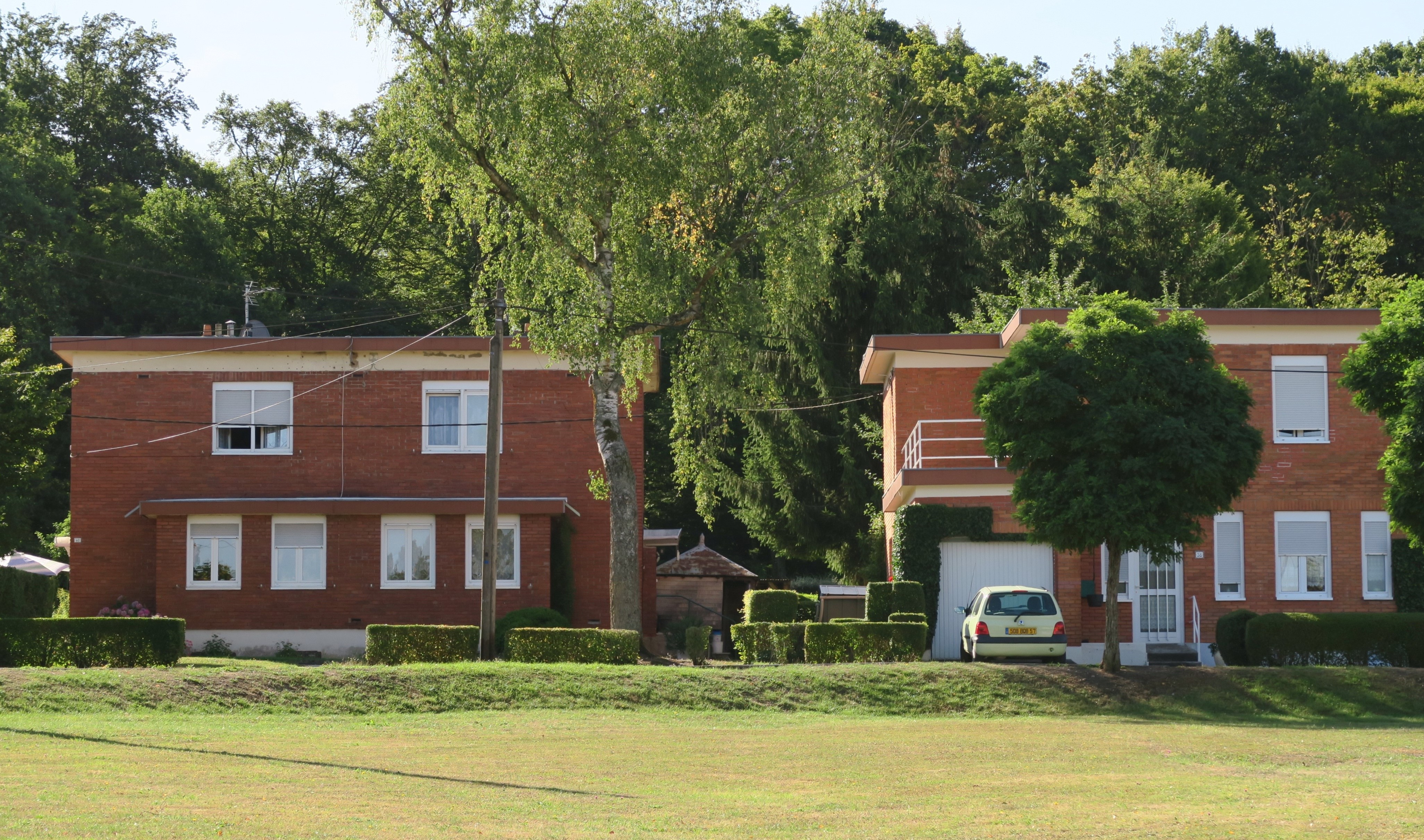
Einfamilienhäuser der leitenden Angestellten
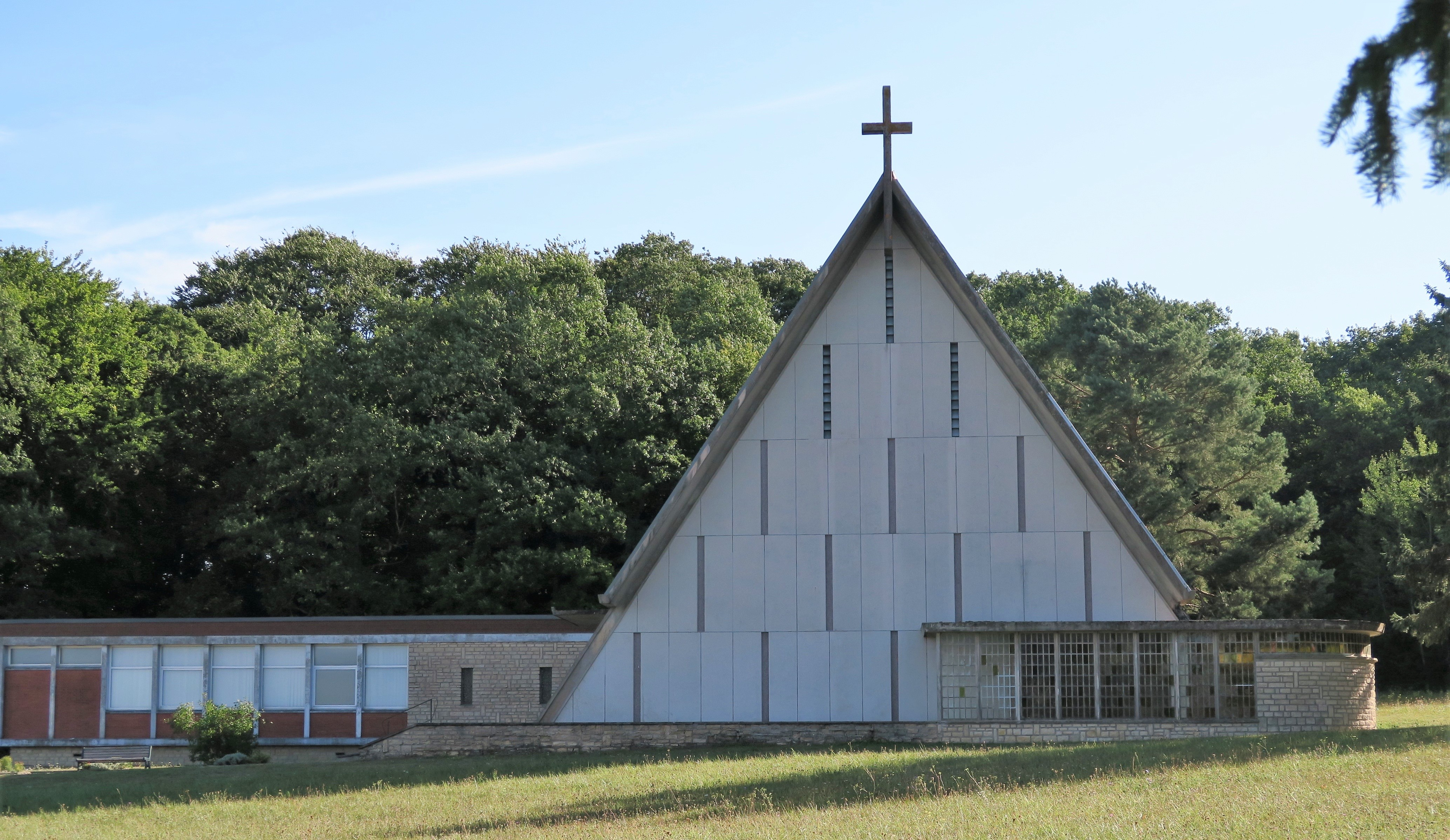
Kirche
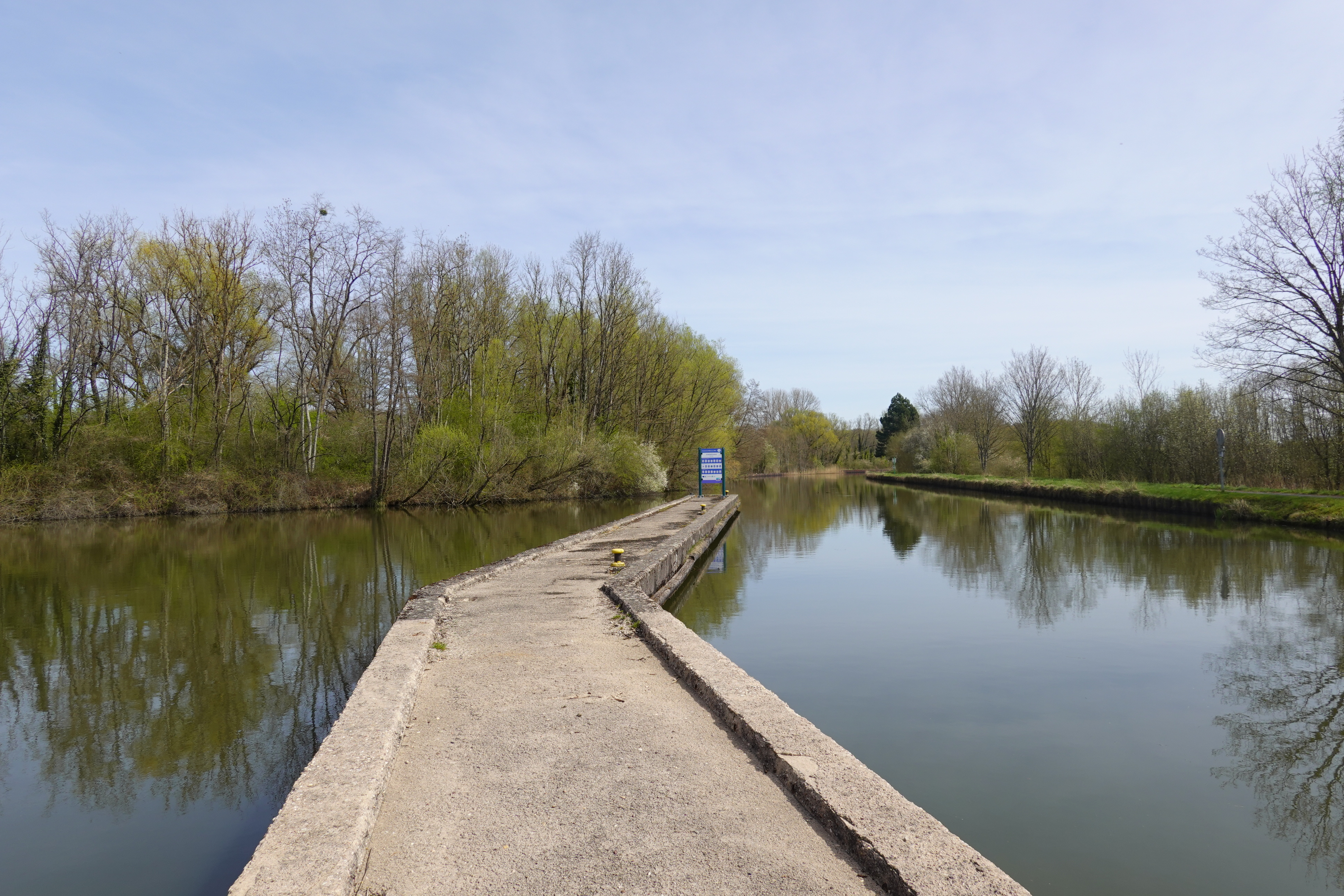
Marne-Rhein-Kanal und Mole des ehemaligen Hafens

## Wirtschaft und Infrastruktur
Bataville liegt an der Landstraße D408 von Moussey nach Rechicourt-Le-Chateau. Die Straße trennt den ursprünglichen nordöstlichen Wohnbezirk vom neuen südwestlichen Wohnbezirk und verbindet die Wohnbezirke mit dem südöstlichen Fabrikareal. Der Bahnanschluss und der Hafen sind stillgelegt.
Die wirtschaftliche Lage von Bataville war eng mit der Lage der Schuhfabrik Bata verknüpft. Daher war der Niedergang und das endgültige Aus von Bata im Jahr 2001 ein schwerer Schlag für die Gemeinde: Arbeiter wurden arbeitslos und zogen weg, die Einkünfte der Gemeinde brachen weg.
Die Gemeinde und der französische Staat versuchen seitdem, neues Gewerbe in den Fabrikanlagen anzusiedeln: Spedition, Handwerksbetriebe und künstlerische Aktivitäten. 2022 waren fast alle alten Fabrikgebäude wieder genutzt, meist von Handwerkern und Kleinindustrie. Außerdem wird versucht, den Tourismus zu fördern.